# Jadviga
Jadviga je žensko osebno ime.

## Izvor imena
Ime Jadviga je različica ženskega osebnega imena Hedvika.

## Tujejezikovne različice imena
- pri Angležih, Francozih, Poljakih: Jadwiga

## Pogostost imena
Po podatkih Statističnega urada Republike Slovenije je bilo na dan 31. decembra 2007 v Sloveniji število ženskih oseb z imenom Jadviga: 27.

## Osebni praznik
Osebe z imenom Jadviga godujejo takrat kot osebe z imenom Hedvika.